# Теорема про універсальні коефіцієнти
Теорема про універсальні коефіцієнти є результатом у гомологічній алгебрі, що пов'язує гомологічні і когомологічні групи із довільними коефіцієнтами для ланцюгового комплексу із гомологічними і когомологічними групами із цілочисловими коефіцієнтами  ·  ·  · . Теорема часто застосовується у алгебричній топології. Типовим застосуванням є обчислення гомологічних та когомологічних груп із коефіцієнтами у деякій групі {\displaystyle G} (серед найважливіших для застосувань є групи {\displaystyle \mathbb {Q} } і {\displaystyle \mathbb {Z} _{p}}) через обчислення для коефіцієнтів {\displaystyle \mathbb {Z} }, які часто є простішими для обчислення. Теорему вперше довели у 1942 році Самуель Ейленберг і Сандерс Маклейн · . У сучасній версії її найчастіше стверджують із використанням функторів Tor і Ext, за допомогою коротких точних послідовностей .
Перед загальним твердженням теореми можна розглянути її на простому прикладі. Двоїстість між ланцюгами і коланцюгами породжує пару {\displaystyle \langle -,-\rangle :H^{i}(C^{\bullet })\otimes H_{i}(C_{\bullet })\to \mathbb {Z} } для кожного ланцюгового комплекса {\displaystyle C}. Звідси можна отримати гомоморфізм між абелевими групами {\displaystyle H^{i}(C^{\bullet })\to \operatorname {Hom} \left(H_{i}(C),\mathbb {Z} \right),} для якого образом кожного {\displaystyle i}-коцикла {\displaystyle f} є гомоморфізм {\displaystyle \phi _{f}:x\mapsto f(x)}. Теорема про універсальні коефіцієнти узагальнює цю конструкцію на випадок якщо коефіцієнти гомологічних і когомологічних груп є іншими, ніж {\displaystyle \mathbb {Z} .}

## Твердження теореми
Нехай C є ланцюговим комплексом із цілими коефіцієнтами, а {\displaystyle H_{i}(C)} і {\displaystyle H^{i}(C)} позначають відповідні гомологічні і когомологічні групи. Для деякої абелевої групи G нехай {\displaystyle H_{i}\left(C;G\right)} позначає гомологічні групи із коефіцієнтами G (тобто гомологічні групи для ланцюгового комплекса {\displaystyle C\otimes G}), а {\displaystyle H^{i}\left(C;G\right)} позначає відповідні когомологічні групи.

### Для когомологічних груп
При вказаних вище позначеннях послідовність нижче є точною:
{\displaystyle 0\to \operatorname {Ext} \left(H_{i-1}(C),G\right)\to H^{i}\left(C;G\right)\to \operatorname {Hom} \left(H_{i}(C),G\right)\to 0}
Послідовність розщеплюється але не в натуральний спосіб.
Теорему і її доведення можна продовжити для одержання теореми Кюннета  · .

### Для гомологічних груп
У випадку гомології замість функтора Ext використовується функтор Tor. Послідовність нижче є точною:
{\displaystyle 0\to H_{i}(C)\otimes G\to H_{i}\left(C;G\right)\to \operatorname {Tor} \left(H_{i-1}(C),G\right)\to 0}
Як і у випадку когомології ця послідовність розщеплюється але не в натуральний спосіб.

### Ненатуральність розщеплення
Ненатуральність розщеплення має важливі наслідки і є одною із перешкод для практичного застосування теореми. Для випадку гомологічних груп розщеплення послідовності осначає, що {\displaystyle H_{i}\left(C;G\right)\simeq H_{i}(C)\otimes G\oplus \operatorname {Tor} \left(H_{i-1}(C),G\right)} і при цьому у точній послідовності у твердженні теореми перше відображення є вкладення як перший доданок прямої суми, а друге відображення є проєкцією на другий доданок.
Ненатуральність такого розщеплення означає, що існують ланцюгові комплекси C і D і ланцюгове відображення f між ними, таке що при записах {\displaystyle H_{i}\left(C;G\right)\simeq H_{i}(C)\otimes G\oplus \operatorname {Tor} \left(H_{i-1}(C),G\right)} і {\displaystyle H_{i}\left(D;G\right)\simeq H_{i}(D)\otimes G\oplus \operatorname {Tor} \left(H_{i-1}(D),G\right)} індуковане відображення {\displaystyle f_{*}:H_{i}\left(C;G\right)\to H_{i}\left(D;G\right)} не має вигляд {\displaystyle f_{*}(H_{i}\left(C;G\right))=f_{*}(H_{i}(C))\otimes G\oplus \operatorname {Tor} \left(f_{*}(H_{i-1}(C)),G\right).}
Для прикладу коли таке не відбувається розглянемо сингулярні гомології на дійсній проєктивній площині {\displaystyle \mathbb {P} ^{2}(\mathbb {R} )} і сфері. {\displaystyle \mathbb {P} ^{2}(\mathbb {R} )} можна розглядати як фактор-простір одиничної сфери щодо антиподального відображення {\displaystyle \phi :(x,y)\mapsto (-x,-y)}. Зокрема існує канонічне вкладення {\displaystyle \psi :\mathbb {P} ^{2}(\mathbb {R} )\to \mathbb {S} ^{2}} проективної площини у сферу.
- Сингулярні гомологія із коефіцієнтами {\displaystyle \mathbb {Z} }: для дійсної проективної площини {\displaystyle H_{1}(\mathbb {P} ^{2}(\mathbb {R} ))=\mathbb {Z} /2\mathbb {Z} }, усі інші додатні гомологічні групи є тривіальними. Для сфери {\displaystyle H_{2}(\mathbb {S} ^{2})=\mathbb {Z} }, усі інші додатні гомологічні групи є тривіальними.
- Відображення {\displaystyle \psi } породжує ланцюговий гомоморфізм між сингулярними ланцюговими комплексами і, як наслідок, гомоморфізм між гомологічними групами {\displaystyle \psi _{*}:H_{*}(\mathbb {P} ^{2}(\mathbb {R} ))\to H_{*}(\mathbb {S} ^{2}),}, який є нульовим для всіх груп.
- Згідно теореми про універсальні коефіцієнти існує розклад {\displaystyle H_{i}(X;\mathbb {Z} /2\mathbb {Z} )\simeq H_{i}(X)\otimes \mathbb {Z} /2\mathbb {Z} \oplus \operatorname {Tor} (H_{i-1}(X),\mathbb {Z} /2\mathbb {Z} )}
- Зокрема {\displaystyle H_{2}(\mathbb {P} ^{2}(\mathbb {R} );\mathbb {Z} /2\mathbb {Z} )\simeq 0\oplus \mathbb {Z} /2\mathbb {Z} } і {\displaystyle H_{2}(\mathbb {S} ^{2};\mathbb {Z} /2\mathbb {Z} )\simeq \mathbb {Z} /2\mathbb {Z} \oplus 0}

Якби ці розклади були натуральними то гомоморфізм {\displaystyle \psi _{*,2}} для гомологічних груп із коефіцієнтами {\displaystyle \mathbb {Z} /2\mathbb {Z} } мав би бути нульовим оскільки {\displaystyle \psi _{*}(H_{2}(\mathbb {P} ^{2}(\mathbb {R} )))=\psi _{*}(0)=0} і {\displaystyle \psi _{*}(H_{1}(\mathbb {P} ^{2}(\mathbb {R} )))=\psi _{*}(\mathbb {Z} /2\mathbb {Z} )=0} (оскільки {\displaystyle H_{*}(\mathbb {S} ^{2})=0}) то ж і {\displaystyle \operatorname {Tor} (H_{i-1}(X),\mathbb {Z} /2\mathbb {Z} )=0}.
Натомість пряме обчислення показує, що {\displaystyle \psi _{*,2}:H_{2}(\mathbb {P} ^{2}(\mathbb {R} );\mathbb {Z} /2\mathbb {Z} )\to H_{2}(\mathbb {S} ^{2};\mathbb {Z} /2\mathbb {Z} )} є ізоморфізмом, а не нульовим відображенням.

## Доведення теореми
Доведення подано для випадку когомолії. Доведення у випадку гомології є подібним.
Нехай {\displaystyle (C_{\bullet },\delta )} є коланцюговим комплексом вільних {\displaystyle Z}-модулів (вільних абелевих груп) і {\displaystyle Z_{\bullet }} позначає його коцикли, а  {\displaystyle B_{\bullet }} його кограниці. Оскільки {\displaystyle Z_{\bullet }} і {\displaystyle B_{\bullet }} для кожного індекса є підгрупами вільної абелевої групи, то вони теж є вільними модулями. Розглянемо тепер дві точні послідовності:
{\displaystyle {\begin{aligned}&0\to Z_{p}\ {\overset {i}{\to }}\ C_{p}\ {\overset {\partial }{\to }}\ B_{p-1}\to 0\\&0\to B_{p}\xrightarrow {j} Z_{p}\xrightarrow {q} H_{p}(C)\to 0\end{aligned}}}
Оскільки {\displaystyle B_{p-1}} у першій з них є вільним модулем, то послідовність розщеплюється і тому можна підібрати відповідну проєкцію {\displaystyle f:C_{\bullet }\to Z_{\bullet }}, а також застосування функтора {\displaystyle \operatorname {Hom} (-,G)} до цієї послідовності теж дає точні послідовність. У другій послідовності натомість {\displaystyle H_{p}(C)} у загальному випадку не є вільною групою, тому після застосування функтора {\displaystyle \operatorname {Hom} (-,G)} утворюється послідовність яка є лише точною зліва. Також друга точна послідовність є вільною резольвентою групи {\displaystyle H_{p}(C)} тож за означенням функтора Ext можна записати {\displaystyle \operatorname {Ext} (H_{p},G)\simeq \operatorname {Hom} (B_{p-1},G)/j^{*}(\operatorname {Hom} (Z_{p-1},G))}.  
Також позначаючи {\displaystyle \delta \ :\ \operatorname {Hom} (C_{p},G)\to \operatorname {Hom} (C_{p+1},G)} — стандартне кограничне відображення у коланцюговому комплексі із означення цього відображення і попередніх відображеня можна записати {\displaystyle \delta =\partial ^{*}\circ j^{*}\circ i^{*},} де всі відображення {\displaystyle \partial ^{*},j^{*},i^{*}} є образами відповідних відображень у точних послідовностях вище при дії функтора {\displaystyle \operatorname {Hom} (-,G)}. 
На основі всіх цих властивостей і означень можна побудувати комутативну діаграму: 
{\displaystyle {\begin{matrix}&&&&0&&0\\&&&&\uparrow &&\downarrow \\0&\to &\operatorname {Hom} (H_{p},G)&\xrightarrow {q^{*}} &\operatorname {Hom} (Z_{p},G)&\xrightarrow {j^{*}} &\operatorname {Hom} (B_{p},G)\\&&&&f^{*}\downarrow \uparrow i^{*}&&\downarrow \partial ^{*}\\&&\operatorname {Hom} (C_{p-1},G)&\xrightarrow {\delta } &\operatorname {Hom} (C_{p},G)&\xrightarrow {\delta } &\operatorname {Hom} (C_{p+1},G)\\&&\downarrow i^{*}&&\uparrow \partial ^{*}\\&&\operatorname {Hom} (Z_{p-1},G)&\xrightarrow {j^{*}} &\operatorname {Hom} (B_{p-1},G)&\to &\operatorname {Ext} (H_{p},G)&\to &0\\&&\downarrow &&\uparrow \\&&0&&0\end{matrix}}}
За побудовою кожен стовпець і перший і третій рядки у цій діаграмі є точними послідовностями, а у другому рядку образ першого відображення загалом є лише підмножиною ядра другого. 
Із першого рядка діаграми випливає, що {\displaystyle \operatorname {Hom} (H_{p}(C),G)} можна ідентифікувати із {\displaystyle \ker j^{*}}. Також із  ін'єктивності {\displaystyle \partial ^{*}} випливає, що  {\displaystyle \alpha \in \operatorname {Hom} (C_{p},G)} є коциклом (тобто ({\displaystyle \delta (\alpha )=0}) тоді і тільки тоді коли {\displaystyle i^{*}(\alpha )\in \ker j^{*}.} Тому одержується гомоморфізм {\displaystyle \Phi } із {\displaystyle Z^{i}\left(C;G\right)} у {\displaystyle \operatorname {Hom} (H_{p}(C),G)} (через ідентифікацію останньої із {\displaystyle \ker j^{*}}) і до того ж образ  {\displaystyle f^{*}} на діаграмі теж належить {\displaystyle Z^{i}\left(C;G\right)}, тож гомоморфізм {\displaystyle \Phi } є сюр'єктивним. Із точної послідовності у другому стовпці діаграми маємо, що ядром цього гомоморфізму є {\displaystyle \partial ^{*}(\operatorname {Hom} (B_{p-1},G))} адже ця множина є очевидно підмножиною {\displaystyle Z^{i}\left(C;G\right)}. Якщо при цьому елемент є кограницею, тобто {\displaystyle \alpha =\delta (\beta ),} із комутативності діаграми також {\displaystyle \alpha =\partial ^{*}\circ j^{*}\circ i^{*}(\beta )} і тому {\displaystyle \alpha \in \partial ^{*}(\operatorname {Hom} (B_{p-1},G))}, тож {\displaystyle \Phi (\alpha )=0.} Із загальних властивостей алгебричних структур випливає, що {\displaystyle \Phi } породжує гомоморфізм {\displaystyle {\bar {\Phi }}\ :\ H^{p}(C;G)\to \operatorname {Hom} (H_{p}(C),G)} і{\displaystyle \ker \left({\bar {\Phi }}\right)\simeq \partial ^{*}(\operatorname {Hom} (B_{p-1},G))/\operatorname {Im} (\delta )\simeq \operatorname {Hom} (B_{p-1},G)/j^{*}(i^{*}(\operatorname {Hom} (C_{p-1},G))).} Сюр'єктивність {\displaystyle i^{*}} дозволяє ідентифікувати останню групу із {\displaystyle \operatorname {Hom} (B_{p-1},G)/j^{*}(\operatorname {Hom} (Z_{p-1},G))} тобто {\displaystyle \operatorname {Ext} (H_{p},G).}

## Застосування
- Для всіх {\displaystyle \mathbb {Z} }-модулів {\displaystyle M} справедливим є твердження {\displaystyle \operatorname {Tor} (M,\mathbb {Q} )=0}. Тому із теореми про універсальні коефіцієнти {\displaystyle H_{i}(X;\mathbb {Z} )\otimes \mathbb {Q} \simeq H_{i}(X;\mathbb {Q} )}. Зокрема для дійсної проективної площини гомологія над {\displaystyle \mathbb {Q} } є рівною гомології точки.
- Якщо {\displaystyle H_{i-1}(X;G)} є вільною абелевою групою, то {\displaystyle H_{i}(X;G)\simeq H_{i}(X)\otimes G}.
- Для всіх скінченнопороджених абелевих груп {\displaystyle H} виконується властивість {\displaystyle \operatorname {Ext} \left(H,\mathbb {Z} \right)\simeq H_{\text{tors}}.} Зокрема, якщо група {\displaystyle G} є полем, то не існує кручення і як векторні простори {\displaystyle H_{i}\simeq H^{i}}.
- Якщо {\displaystyle X} є CW-комплексом із скінченною кількістю клітин кожної розмірності то {\displaystyle H_{i}(X)} є скінченнопородженими і можуть бути записаними як {\displaystyle H_{i}(X)\simeq \mathbb {Z} ^{b_{i}}\oplus T_{i}} де {\displaystyle T_{i}} є підгрупою кручення і ранг {\displaystyle b_{i}} називається {\displaystyle i}-им числом Бетті. Із використанням теореми про універсальні коефіцієнти можна показати, що {\displaystyle H^{i}(X)\simeq \mathbb {Z} ^{b_{i}}\oplus T_{i-1}}.
- Із попереднього разом із двоїстістю Пуанкаре, де її можна застосувати (якщо {\displaystyle X} є орієнтовним многовидом розмірності {\displaystyle n} без границі), одержується рівність {\displaystyle b_{i}=b_{n-i}}.